# Las Pedrosas
Las Pedrosas là một đô thị ở tỉnh Zaragoza, Aragon, Tây Ban Nha. Theo điều tra dân số 2004 của Viện thống kê Tây Ban Nha (INE), đô thị này có dân số là 96 người. Diện tích đô thị này là 18 ki-lô-mét vuông. Đô thị này nằm ở độ cao 475 m trên mực nước biển.
Las Pedrosas cách thủ phủ Zaragoza 48 km.